# Lorenz Funk
Lorenz Funk (Bad Tölz, 1947. március 17. – Greiling, 2017. szeptember 29.) olimpiai bronzérmes nyugatnémet válogatott német jégkorongozó.

## Pályafutása
Az 1964-es innsbrucki olimpián és az 1972-es szapporói olimpián hetedik, az 1976-os innsbrucki olimpián bronzérmes lett a nyugatnémet válogatottal.

## Sikerei, díjai
- Olimpiai játékok
  - bronzérmes: 1976, Innsbruck